# جیا گان
جیا گان (به انگلیسی: Gia Gunn) (زاده ۱۰ مهٔ ۱۹۹۰) بازیگر، موسیقی‌دان، زن‌پوش آمریکایی است.
او یک زن ترنس است.